# Five O'clock Tea
Five O'clock Tea je pražská crossoverová hudební skupina založená v roce 2005. 
Kapela vydala čtyři řadová alba; třetí album s názvem Frčíme si na páru vyšlo podruhé v reedici nazpívané novou zpěvačkou.
V roce 2020 odchází ústřední dvojice Fiki a Morgan na mateřskou a činnost kapely je pozastavena.

## Sestava
- Tomáš Chrudimský - zpěv, rap
- Richard "Richie" Hoffman – kytara, zpěv, samply
- Ondřej “Dirt” Sova – kytara, zpěv
- Martin “Dolas” Doležal – baskytara, zpěv
- Tomáš “Thms” Vrňata – bicí

Skupina vznikla na základech Rage Against The Machine revivalu, ve kterém hráli Fiki a Richie.
V původní sestavě do dubna 2012 s kapelou zpívala Gygy, jako host v některých písních vystupuje Zak z kapely Never Left Behind.
U vzniku skupiny stál baskytarista Marek Haruštiak, pozdější člen Krucipüsk a Stroy.

## Diskografie
- Sám sebou (2006)
- Třeba se najdou (2009)
- Frčíme si na páru (2011, původní verze s Gygy)
- Frčíme si na páru (2012, reedice s Morgan)
- To dobrý je v nás (2016)